# Líneas de Balmer

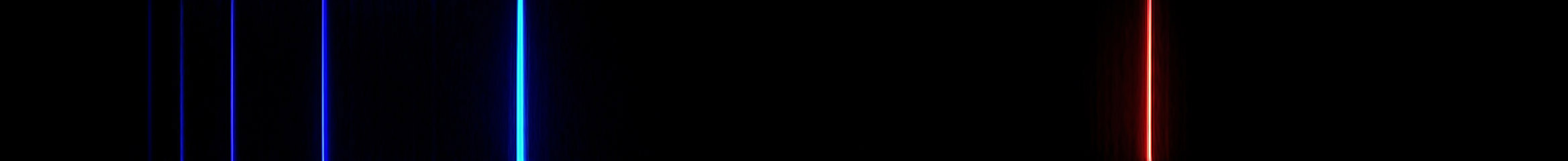
El espectro visible las líneas de emisión del hidrógeno en la serie de Balmer. H-α (alfa) es la línea roja a la derecha. Las dos líneas más a la izquierda son ultravioleta, ya que tienen longitudes de onda inferior a 400 nm.

En física atómica, la serie de Balmer es el conjunto de líneas que resultan de la emisión del átomo de hidrógeno cuando un electrón transita desde un nivel n ≥ 3 a n = 2 (donde n representa el número cuántico principal referente al nivel de energía del electrón). Las transiciones son denominadas secuencialmente por letras griegas: desde n = 3 a n = 2 es llamada H-alpha, 4 a 2 es H-beta, 5 a 2 es H-gamma, etc.
La longitud de onda, para cada línea de Balmer, se puede calcular mediante la fórmula de Rydberg:

{\displaystyle {\frac {1}{\lambda }}={R_{H}}\left({\frac {1}{l^{2}}}-{\frac {1}{m^{2}}}\right)}

donde {\displaystyle R_{H}} es la constante de Rydberg para el hidrógeno (aproximadamente 109 677 {\displaystyle \mathrm {cm} ^{-1}}, o 1,097 x 107 m-1), l = 2 y m un entero mayor que 2.
| Transición de {\displaystyle n} | 3→2   | 4→2        | 5→2     | 6→2     | 7→2            | 8→2            | 9→2            | {\displaystyle \infty }→2 |
| Nombre                          | H-α   | H-β        | H-γ     | H-δ     | H-ε            | H-ζ            | H-η            |                           |
| Longitud de onda (nm)           | 656,3 | 486,1      | 434,1   | 410,2   | 397,0          | 388,9          | 383,5          | 364,6                     |
| Color                           | Rojo  | Azul-verde | Violeta | Violeta | (Ultravioleta) | (Ultravioleta) | (Ultravioleta) | (Ultravioleta)            |

El fabricante de telescopios y físico Joseph von Fraunhofer (1787-1826) descubrió una serie de líneas oscuras (un espectro de absorción) presente en el espectro solar continuo. Estas líneas de Fraunhofer establecieron la presencia de elementos químicos individuales en el Sol.
El trabajo de Fraunhofer estimuló un gran interés en la espectroscopia y dio lugar al desarrollo de mejores técnicas e instrumentos. Al final del siglo XIX, la espectroscopia había llegado a ser un campo de la física perfectamente desarrollado. Se habían medido con todo cuidado los espectros de la mayoría de los elementos y se contaba con tablas detalladas de longitudes de onda. Pero aun así no se comprendían las razones de la existencia de las líneas espectrales.
En 1885, Johann Jacob Balmer, descubrió una sencilla fórmula matemática que relacionaba las longitudes de onda de las líneas prominentes en el espectro visible y en el cercano al ultravioleta del gas hidrógeno. (El hidrógeno tiene uno de los espectros atómicos más simples.) La fórmula de Balmer para la longitud de onda λ de las líneas de hidrógeno es

{\displaystyle \lambda \ =B\left({\frac {m^{2}}{m^{2}-n^{2}}}\right)=B\left({\frac {m^{2}}{m^{2}-2^{2}}}\right)}

donde B=364.56 nm, n=2 y m es un entero que toma los valores: 3, 4, 5, 6, ...
Las líneas correspondientes que se observan en el espectro visible del hidrógeno se denominan Series de Balmer.
Con esta fórmula, Balmer calculó las longitudes de onda de las nueve líneas (cuatro visibles y cinco ultravioletas) que entonces se sabía existían en el espectro de hidrógeno. La fórmula de Balmer era estrictamente empírica. Esto significa que no se había deducido de ningún modelo o teoría del comportamiento físico; más bien, Balmer ofreció su fórmula sólo como una relación matemática que era consistente con las observaciones. En apariencia no había razón de por qué debía funcionar. A pesar de eso, proporcionó un cálculo sorprendentemente preciso de las longitudes de onda en el espectro de hidrógeno. Incluso en el peor de los casos, el cual ocurriría para n=11, las longitudes de onda calculadas por Balmer estaban dentro de 0,1% del valor medido.
Al dar a conocer su fórmula, Balmer sugirió que quizá fuera un caso especial de alguna fórmula más general que se aplicara a otras series de líneas en otros elementos. El espectroscopista sueco Johannes Robert Rydberg inició entonces la búsqueda de una fórmula con dichas características. En 1889, a partir de la gran cantidad de datos disponibles, Rydberg encontró varias series espectrales que encajaban en una fórmula empírica que él demostró era equivalente a la fórmula de Balmer. La fórmula de Rydberg puede escribirse para producir el recíproco de la longitud de onda de la luz emitida como:

{\displaystyle {\frac {1}{\lambda }}=R_{\mathrm {H} }\left({\frac {1}{n_{1}^{2}}}-{\frac {1}{n_{2}^{2}}}\right)\quad \mathrm {siendo~} n_{1}<n_{2}}

Donde RH es la constante de Rydberg= 10 973 758,306 m-1 y n1 y n2 son números enteros. Para la serie de Balmer, n1= 2 y n2 toma los valores de 3, 4, 5, 6… A medida que n1 se vuelve más grande, las líneas convergen hacia un límite de la serie.
Observaciones anteriores de otros espectroscopistas confirmaron series espectrales adicionales en el infrarrojo y el ultravioleta para el hidrógeno, lo que correspondía a otros valores de n1 = 1, 3, 4 y 5.
En 1900 se sabía que las fórmulas matemáticas podían proporcionar cálculos muy exactos de las líneas espectrales en el hidrógeno. Sin embargo, en relación con la estructura atómica nadie había ideado ningún modelo que explicara la existencia de los espectros observados ni por qué la fórmula de Rydberg funcionaba tan bien.